# Taygetis uncinata
Espèce
Taygetis uncinata est une espèce de papillons de la famille des Nymphalidae, de la sous-famille des Satyrinae et du genre Taygetis.

## Dénomination
Taygetis uncinata a été décrit par Gustav Weymer en 1907 .

### Nom vernaculaire
Taygetis uncinata se nomme Hook-lined Satyr en anglais.

## Description
Taygetis uncinata est un papillon à l'apex de l'aile antérieure coupé et aux ailes postérieures dentelées au dessus de couleur ocre foncé.
Le revers est beige irisé de rose avec une bande marron dans l'aire discale et une ligne submarginale de discrets ocelles dont seul un proche de l'angle anal est noir pupillé de blanc.

## Écologie et distribution
Taygetis uncinata est présent au Mexique et au Guatemala,.

### Protection
Pas de statut de protection particulier.